# 流动镶嵌模型

细胞膜的模型，蛋白质（蓝色）可以在磷脂双分子层（橙色）中流动

流动镶嵌模型（英語：Fluid mosaic model）由S. J. 辛格和G. L. 尼克森提出，主要指生物膜由蛋白质和磷脂组成。磷脂双分子层构成基本支架且具有流动性，蛋白质分子覆盖、嵌入或贯穿磷脂双分子层，结构上表现为流动性，功能上表现为选择透过性，细胞膜的外表面有糖被、糖脂。多種細胞亦有此構造。流动镶嵌模型是现在较为主流的模型，並解释了关于功能细胞膜结构的各种观察结果。根据这个生物模型，有一个蛋白质分子层（主要由两亲性磷脂组成的两个分子厚层），其中嵌入蛋白质分子。脂质双分子层赋予膜流动性和弹性，在细胞膜中也含少量碳水化合物。该生物模型由辛格（S. J. Singer）和尼科尔森（G. Nicholson）设计。1972年，尼科尔森将细胞膜描述为一种限制膜成分横向扩散的二维液体。这种结构域的定义是膜内存在特殊脂质和蛋白质茧的区域，这些区域促进脂质筏或蛋白质和糖蛋白复合物的形成。定义膜结构域的另一种方法是通过膜蛋白将脂质膜与细胞骨架丝和细胞外基质联系起来。目前的模型描述了与许多细胞过程相关的重要特征，包括：细胞细胞信号传导、凋亡、细胞分裂、膜萌芽和细胞融合。流体马赛克模型是等离子体膜最可接受的模型，其主要功能是将细胞内容与外部分离。

## 化学组成
化学上，细胞膜由四个组成部分组成：
1. 磷脂，
2. 蛋白质，
3. 碳水化合物，和
4. 胆固醇。

## 实验证据
通过标记实验、X射线衍射和热量测定了功能性生物膜的流体性能。这些研究表明，整体膜蛋白的扩散速度受嵌入脂质双分子层粘度的影响，并表明细胞膜内的分子是动态的，而不是静态的。
以前的生物膜模型包括罗伯特森单元膜模型（Robertson Unit Membrane Model）和戴维森-丹尼尔三层模型(Davidson-Danielli Tri-Layer Model）。这些模型的蛋白质存在于脂质层附近，而不是融入磷脂双分子层中。其他模型描述了重复、蛋白质和脂质的常规单位。这些模型没有得到显微镜和热力学数据的良好支持，也不符合动态膜性能的证据。